# Планета скарбів
Планета скарбів (англ. Treasure Planet) — американський анімаційний науково-фантастичний фільм 2002 року, створений Walt Disney Animation Studios і випущений Walt Disney Pictures. Є науково-фантастичною адаптацією роману «Острів скарбів» Роберта Луїса Стівенсона.
Попри позитивні відгуки, фільм зібрав менше коштів, ніж планувалося.

## Український дубляж
- Богдан Бенюк — Сільвер
- Ярослав Чорненький — Бен
- Олександр Ігнатуша — Пан Ероу
- Анатолій Зіновенко — Доктор Доплер
- Борис Георгієвський — Скруп
- Василь Мазур — Оповідач 
  - А також: Михайло Жонін, Юрій Ребрик, Лідія Муращенко та інші

Фільм дубльовано студією «AdiozProduction Studio» на замовлення «Disney Character Voices International» у 2008 році.
- Перекладач — Сергій Ковальчук